# Attentat de la Via dei Georgofili

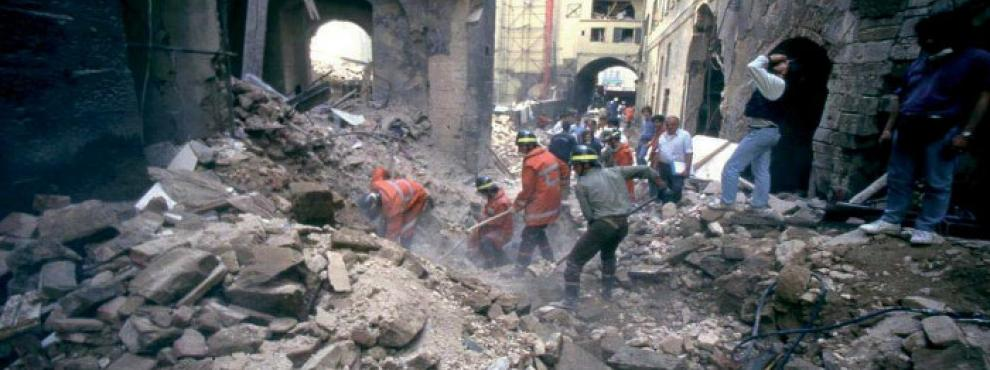
Attentat de la Via dei Georgofili.

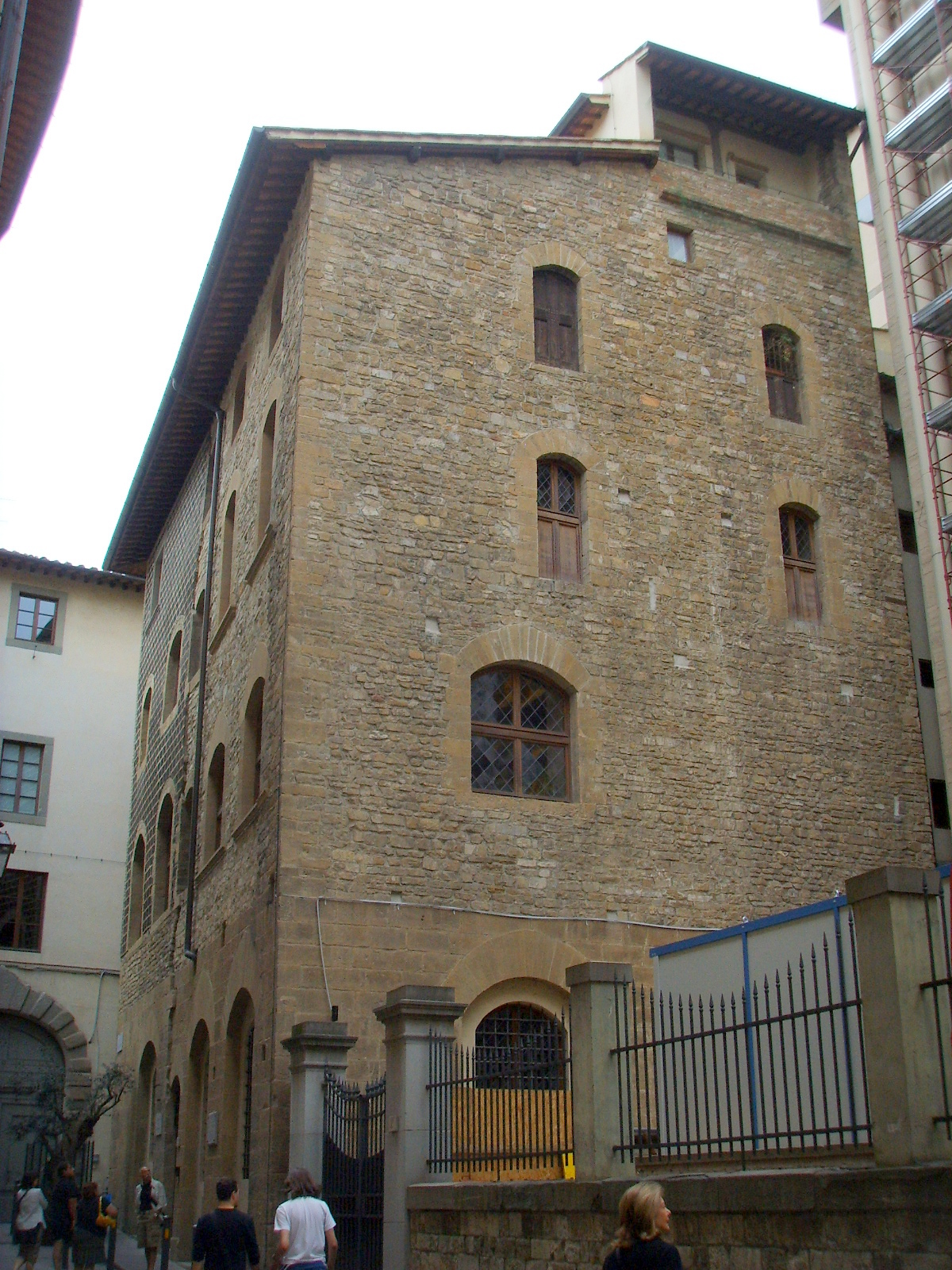
La Torre dei Pulci, via dei Georgofili.

L’attentat de la Via dei Georgofili (italien : Strage di via dei Georgofili) est un attentat à la bombe perpétré par la mafia dans la nuit du 26 au 27 mai 1993 à Florence, en Italie, qui fit plusieurs victimes et qui endommagea les Offices.

## Circonstances
La voiture piégée est un véhicule automobile Fiat Fiorino remplie d'explosifs, garée près de la Torre dei Pulci, entre la galerie des Offices et le fleuve Arno. La forte explosion tue cinq personnes : Fabrizio Nencini ; son épouse Angelamaria ; leurs filles Nadia, 9 ans et Caterina, deux mois ; et Dario Capolicchio, 20 ans. 48 personnes sont blessées. La tour et les bâtiments alentour sont endommagés, y compris les Offices.
L'attentat est commandité par le clan mafieux Corleonesi dirigé par Totò Riina en réponse à l'application de l’Articolo 41 bis (it) qui met à l'isolement les mafiosi emprisonnés et qui leur impose de grandes mesures de restrictions. Cet attentat est suivi par deux autres : le 27 juillet à Rome près de l'archibasilique Saint-Jean-de-Latran et de l'église San Giorgio in Velabro et à Milan, via Palestro, où la voiture piégée tue cinq personnes.
Plus tard, Gaspare Spatuzza déclare s'être repenti pour sa participation dans ces attentats. Lors de la même déclaration, Spatuzza cite les hommes politiques Silvio Berlusconi et Marcello Dell'Utri comme les nouveaux associés politiques de la mafia à l'époque des faits, après que leurs partis, comme Democrazia Cristiana, ont été éliminés lors de l'opération Mains propres en 1992.

## Sources
- (en) Cet article est partiellement ou en totalité issu de l’article de Wikipédia en anglais intitulé « Via dei Georgofili Massacre » (voir la liste des auteurs).